# Facepalm

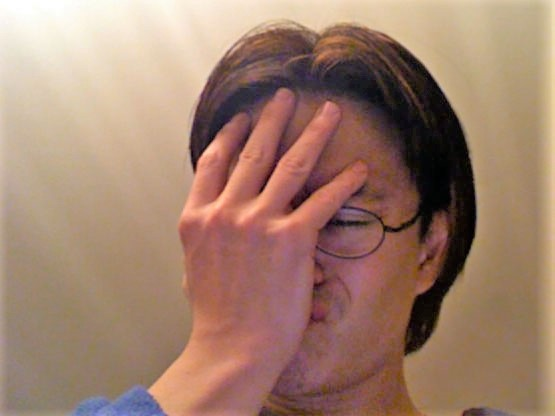
Gesto comum de representação do facepalm

Facepalm, que pode ser traduzido como palma no rosto ou mão no rosto, é uma expressão popular originária da língua inglesa utilizada em fóruns de discussão na Internet. Ela refere-se ao gesto de uma pessoa com as mãos no rosto, em sinal de frustração, constrangimento ou surpresa.
Um exemplo de seu uso na cultura popular é visto em Star Trek: The Next Generation, onde Jean-Luc Picard várias vezes expressou frustração usando este gesto. Facepalmes duplos e triplos também foram observados. Isso se tornou um famoso "meme" da internet.
O gesto não é exclusividade do comportamento humano. Um grupo de primatas da espécie Mandrillus sphinx na Inglaterra adotou gesto similar como sinal de vontade de evitar interações sociais ou de estar sozinho.

## Emoji
| Género    | Pele neutra | Pele clara | Pele médio-clara | Pele médio | Pele médio-escura | Pele escura |
| --------- | ----------- | ---------- | ---------------- | ---------- | ----------------- | ----------- |
| Neutro    | 🤦          | 🤦         | 🤦               | 🤦🏽         | 🤦🏾                | 🤦🏿          |
| Feminino  | 🤦‍♀️          | 🤦‍♀️         | 🤦🏼‍♀️               | 🤦🏽‍♀️         | 🤦🏾‍♀️                | 🤦🏿‍♀️          |
| Masculino | 🤦‍♂️          | 🤦🏻‍♂️         | 🤦🏻‍♂️               | 🤦🏽‍♂️         | 🤦🏾‍♂️                | 🤦🏿‍♂️          |